# Éris (planeta anão)
Éris, formalmente designado 136199 Éris (símbolo: ), é o segundo maior planeta anão conhecido no Sistema Solar. É um objeto transnetuniano classificado como plutoide que está localizado em uma região conhecida como disco disperso, nos confins do Sistema Solar. Ele tem uma órbita altamente excêntrica e está em uma distância de 95,9 UA do Sol, em seu afélio.
Éris tem um grande satélite natural conhecido: Disnomia. Em fevereiro de 2016, a distância desse objeto em relação ao Sol era de 96,3 UA (14,41 bilhões de km), mais de três vezes a de Netuno ou Plutão. Com exceção dos cometas de longo período, Éris e Disnomia eram os objetos naturais conhecidos mais distantes no Sistema Solar até a descoberta de 2018 VG18 em 2018. Éris tem um período orbital de cerca de 560 anos e encontra-se a cerca de 97 UA do Sol, em seu afélio. Como Plutão, a sua órbita é bastante excêntrica, e leva o planeta anão a uma distância de apenas 35 UA do Sol no seu periélio (a distância de Plutão ao Sol varia entre 29 e 49,5 UA, enquanto que a órbita de Netuno fica a cerca de 30 UA).
Como Éris parecia ser maior que Plutão, a NASA inicialmente o descreveu como o "décimo planeta" do Sistema Solar. Isso, junto com a perspectiva de outros objetos de tamanho semelhante serem descobertos no futuro, motivou a União Astronômica Internacional (UAI) a definir o termo "planeta" pela primeira vez. De acordo com a definição da UAI aprovada em 24 de agosto de 2006, Éris, Plutão e Ceres são "planetas anões", reduzindo o número de planetas conhecidos no Sistema Solar para oito, o mesmo que antes da descoberta de Plutão em 1930. Observações de um ocultação estelar por Éris, em 6 de novembro de 2010, mostraram que ele é ligeiramente menor que Plutão, que foi medido pela sonda New Horizons como tendo um diâmetro médio de (2.377 ± 4) quilômetros em julho de 2015.

## Mitologia

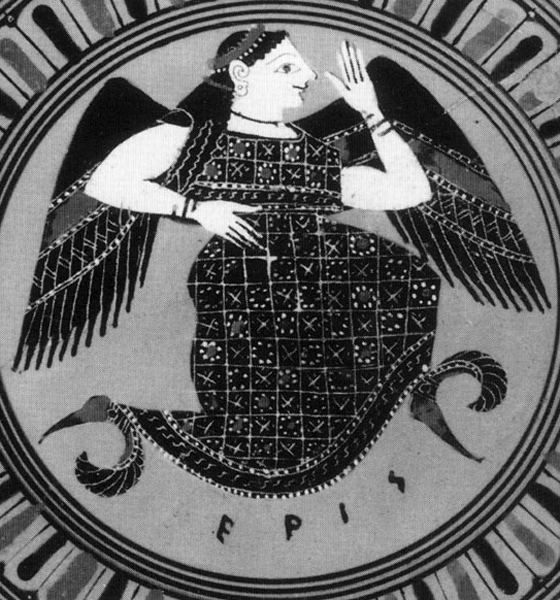
Éris (c. 520 a.C.)

Éris era a deusa da discórdia. O planeta foi chamado assim porque a sua descoberta lançou a discórdia entre os astrónomos quanto à definição de um planeta e causou, indirectamente, a descida de estatuto de Plutão de "planeta" para "planeta anão". Na mitologia grega é famosa por ter causado, indirectamente, a Guerra de Troia. Era também conhecida por acompanhar o seu irmão Ares (Marte) para o campo de batalha e, quando os outros deuses iam embora, ela ficava rejubilando-se da carnificina.
Antes de receber o nome tinha a designação provisória de 2003 UB313, que é uma matrícula atribuída automaticamente de acordo com o protocolo da União Astronómica Internacional (UAI) para os asteroides. No entanto, a probabilidade de que esse corpo celeste fosse classificado como um planeta levou a que a UAI não autorizasse nenhum nome, dado que não era claro se seria classificado como um planeta principal ou não. Caso fosse, a UAI só aprovaria nomes da tradição greco-romana, tal como acontece com todos os outros planetas do Sistema Solar. A indecisão levou a que o nome "Xena" (uma suposta personagem da mitologia grega) fosse adotado popularmente como alcunha; essa suposta personagem mitológica foi criada especialmente para a série televisiva Xena, A Princesa Guerreira. Um dos nomes mais sugeridos para Éris era o de Perséfone (a Proserpina romana), mulher de Plutão.

## História de observação e exploração

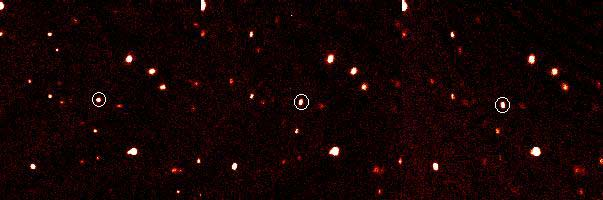
Imagens espaçadas no tempo que mostram o movimento de Éris (num círculo) em relação às estrelas

Um grupo de cientistas formado por Michael E. Brown, Chad Trujillo e David Rabinowitz, utilizando o observatório instalado no monte Palomar na Califórnia, varriam o céu à procura de grandes corpos celestes no Sistema Solar exterior. Descobriram-se nesse processo Quaoar, Orco e Sedna.
Observações de rotina feitas em 21 de outubro de 2003, encontraram um novo corpo celeste; devido, contudo, ao seu movimento extraordinariamente lento, não foi dado como candidato, vez que o sistema de procura automática em imagens excluía todos os astros que se movessem a menos de 1,5 arcossegundos por hora, por forma a reduzir o número de falsos candidatos.
Contudo, Sedna foi descoberta a mover-se a apenas 1,75 arcossegundos por hora, o que levou a equipa a decidir re-analisar manualmente dados já registados, considerando um valor menor de movimento angular. Em 5 de janeiro de 2005, esta nova análise revelou a existência de Éris confirmando o seu lento movimento pelo espaço.
O novo astro, com uma magnitude aparente de cerca de 19, apesar de não ser acessível na observação direta, é suficientemente brilhante para ser registrado, através de técnicas fotográficas ou de tratamento digital de imagens, com um telescópio amador. A inclinação da sua órbita é responsável por não ter sido descoberto até então, dado que a maioria das pesquisas para corpos do Sistema Solar exterior concentravam-se no plano da eclíptica, onde se encontra a maioria dos corpos do Sistema Solar, incluindo a Terra.

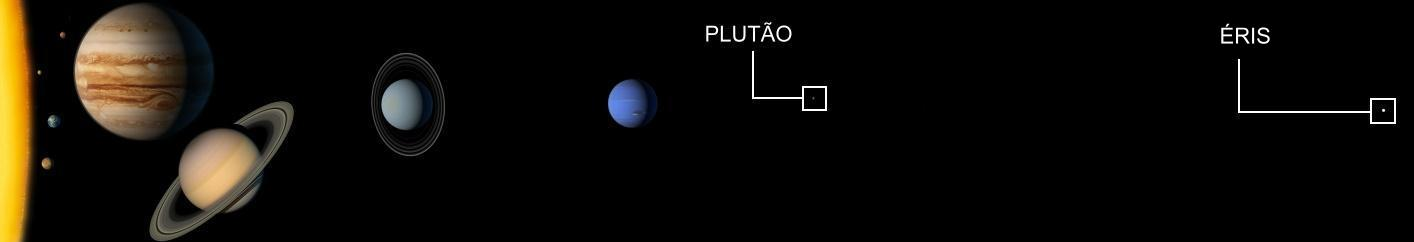
A proporção da distância entre os diferentes planetas do Sistema Solar e Éris

Observações subsequentes foram levadas a cabo, de forma a estimar a distância e o tamanho, o que levou a que a sua descoberta não fosse anunciada antes de terem sido determinadas com maior exatidão a dimensão e a massa desse corpo celeste.
Entretanto, foi intempestivamente anunciada, por um outro grupo em Espanha, a descoberta de um corpo celeste apelidado de Haumea, precisamente o que a equipa norte-americana estava a observar, o que levou esta a acusar o grupo espanhol de falta de ética e a anunciar, de forma precipitada, a descoberta de Éris no dia 29 de julho de 2005. No mesmo dia, novos objetos foram anunciados: Haumea e Makemake, lançando a confusão na imprensa com uma pletora de descobertas importantes ao mesmo tempo.

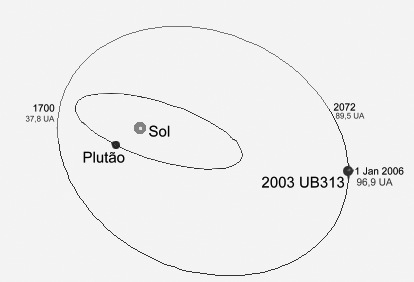
Órbitas de Éris e Plutão com datas e distâncias em UA

Apesar de previamente terem sido descobertos grandes objetos na cintura de Kuiper, eram todos  menores em dimensão quando comparados com Plutão. Pelo contrário, Éris parecia ser maior, lançando o debate sobre a sua categorização como décimo planeta, tal como pretendido pelos seus descobridores ou como um simples asteroide.
A indefinição prolongou-se por largos meses, lançando a discórdia entre os astrônomos do que seria um planeta. Pouco tempo depois, no encontro da UAI não houve consenso quanto à categorização deste novo mundo como um planeta principal. No entanto, 11 dos 19 membros apoiariam que fosse categorizado como planeta, enquanto que 6 membros propuseram que se reduzisse o número de planetas principais para oito, retirando também o estatuto a Plutão. Até à decisão final, todos os corpos celestes a orbitarem para além de Plutão seriam classificados apenas como objetos transnetunianos.
A UAI fez uma reunião geral em agosto de 2006: na proposta inicial da definição do termo "planeta", Éris seria categorizado como um planeta. No entanto, a pressão de um grupo de astrónomos fez com que uma nova definição fosse escrita, que acabou por ser aprovada unanimemente, atirando Éris, Ceres e Plutão para um novo grupo de corpos celestes — os "planetas anões", que não são reconhecidos como planetas principais. Éris recebeu o nome da deusa grega da discórdia.
Com a descoberta de Disnomia, um satélite natural de Éris, Michael E. Brown e Emily Schaller, astrônomos do Instituto de Tecnologia da Califórnia (Caltech), puderam medir de maneira precisa a massa de Éris com a ajuda do telescópio espacial Hubble.
Éris tem aproximadamente 27% mais massa que Plutão segundo os pesquisadores, que tiveram os trabalhos publicados na edição da revista "Science" de 15 de junho. Em 6 de novembro de 2010, observações de um ocultação estelar por Éris, mostraram que ele, apesar de ser mais massivo, é ligeiramente menor que Plutão.

## Geologia planetária

O espectro infravermelho de Éris comparado com o de Plutão mostra semelhanças visíveis entre os dois corpos. As setas denotam linhas de absorção de metano

Imagem dos objectos transnetunianos. Éris é o maior objecto azul

Éris é o segundo maior corpo celeste conhecido para além da órbita de Netuno. Tal como Plutão, é composto de uma mistura sólida de gelo e rocha. Plutão é visto como "objeto do cinturão de Kuiper", enquanto Éris é visto como um objeto do "disco disperso" ou como "planetas gelados", apesar de Éris ser do tipo disperso, ou seja, terá sido formado na parte interior do cinturão, mas atirado para uma órbita mais distante devido a uma possível influência gravitacional do planeta Netuno.
O albedo de Éris não é totalmente conhecido e o seu tamanho real não podia ser determinado. Contudo, os astrónomos calculavam inicialmente que, numa conjectura extrema, Éris refletisse toda a luz que recebe, seria mesmo assim maior que Plutão (2 390 km). Para ajudar a determinar melhor a dimensão deste corpo celeste, foram feitas análises preliminares com recurso a observações feitas com telescópios espaciais: o Spitzer e o Hubble. O primeiro telescópio indicou que Éris seria 20% maior que Plutão (2 274 km); o segundo indicou que seria apenas 1% maior indicando um albedo extraordinariamente elevado.
Em novembro de 2010, Éris ocultou uma estrela. Dados desse evento indicaram que o diâmetro de Éris é de 2 326 ± 12 km, o que causou dúvida sobre as estimativas anteriores de tamanho e densidade. Além disso, ao usar os dados preliminares desse evento para comparação com Plutão, há várias estimativas do diâmetro de Plutão que podem ser selecionadas. Isso se deve em parte à atmosfera de Plutão que interfere nas medições de sua superfície sólida (ao contrário da neblina gasosa).
Estes cientistas determinaram que o albedo é muito semelhante ao de Plutão, ou seja, é de 0,60 ± 0,10 ± 0,05. Sugerindo que o metano cause que a superfície gelada seja bastante refletora.
Éris parece ser algo análoga a Plutão e a Tritão (a grande lua de Netuno) devido à presença de gelo de metano.
Ao contrário do aspecto avermelhado de Plutão e Tritão, o planeta anão Éris parece ser cinzento. Isto parece ser devido à enorme distância de Éris em relação ao Sol o que permite que o metano condense, cobrindo uniformemente toda a superfície.
O metano é muito volátil e a sua presença mostra que Éris se manteve sempre nos confins do Sistema Solar, ou seja, sempre foi um mundo extremamente frio levando a que o gelo de metano subsistisse. Ou, talvez, desfrute de uma fonte interna de metano que liberte o gás para a atmosfera; note-se que Haumea, um outro corpo celeste da mesma zona do Sistema Solar, revelou a presença de gelo de água, mas não de metano.
Dados não oficiais com recurso às observações do telescópio espacial Hubble indicaram que Éris teria um albedo elevado, sugerindo que a superfície é composta de gelo fresco.

## Atmosfera e clima
Apesar de Éris se encontrar cerca de três vezes mais afastado do Sol que Plutão, chega a estar suficientemente perto do Sol para que parte da superfície se descongele e forme uma fina atmosfera; no entanto não se sabe se isto acontece realmente.
Devido à sua órbita que se aproxima até 37,8 UA do Sol e se distancia até 97,61 UA, as temperaturas devem variar entre 41 K e os 25 K.
Éris está tão afastado do Sol, que a partir de seu ponto de vista, o Sol é apenas uma estrela distante.

## Satélite
A lua de Éris, Disnomia, foi descoberta a 10 de setembro de 2005. Estima-se que Disnomia seja oito vezes menor e sessenta vezes menos brilhante que Éris e que orbite esse último em cerca de catorze dias.
O sistema Éris-Disnomia parece semelhante ao sistema Terra-Lua. Apesar das dimensões mais reduzidas dos dois objetos, o satélite de Éris está dez vezes mais próximo do planeta que orbita que a Lua da Terra apesar de ser oito vezes menor que a nossa lua.